# Джеферсън (окръг, Тексас)
Вижте пояснителната страница за други населени места с името Джеферсън.
Окръг Джеферсън (на английски: Jefferson County) е окръг в щата Тексас, Съединени американски щати. Площта му е 2877 km², а населението – 252 051 души (2000). Административен център е град Бомонт.